# Collegio elettorale di Milano 5 (Senato della Repubblica)
Il collegio Milano 5 fu un collegio elettorale uninominale della Repubblica Italiana per l'elezione del Senato della Repubblica. Apparteneva alla Circoscrizione Lombardia e fu utilizzato per eleggere un senatore nella XII, XIII e XIV legislatura.
Venne istituito nel 1993 con la cosiddetta Legge Mattarella (Legge n. 276, Norme per l'elezione del Senato della Repubblica), attuata in seguito al referendum abrogativo del 1993. La legge istituì per la Camera dei deputati e per il Senato della Repubblica un sistema di elezione misto, in parte maggioritario e in parte proporzionale. Il 75% dei parlamentari dell'assemblea veniva eletto in collegi uninominali tramite sistema maggioritario a turno unico; il restante 25% al Senato veniva eletto tramite recupero proporzionale dei più votati non eletti attraverso un meccanismo di calcolo denominato "scorporo", cioè sottraendo dal conteggio dei voti totali di una lista nella parte proporzionale i voti ottenuti dai candidati collegati alla medesima lista che erano eletti nei collegi uninominali con il sistema maggioritario.
Il collegio venne abolito insieme a tutti gli altri che costituivano il Senato con la promulgazione della legge elettorale successiva, la cosiddetta Legge Calderoli. Questa prevedeva un sistema proporzionale con premio di maggioranza, che al Senato veniva attribuito a livello regionale.

## Territorio
Il collegio Milano 45 era uno dei 35 collegi uninominali in cui era suddivisa la Lombardia e, come previsto dal D.Lgs. del 20 dicembre 1993 n. 535, comprendeva parte del comune di Milano, che complessivamente contava sei collegi uninominali al Senato.

## Eletti
| Elezione | Elezione | Senatore          | Partito                 |
| -------- | -------- | ----------------- | ----------------------- |
|          | 1994     | Maurilio Frigerio | Polo delle Libertà (LN) |
|          | 1996     | Leopoldo Elia     | L'Ulivo (PPI)           |
|          | 2001     | Sergio Travaglia  | Casa delle Libertà (FI) |

## Dati elettorali

### XII legislatura
|                               | Maurilio Frigerio ✔️ Eletto            | Polo delle Libertà           | 64 298  | 41,16 |  |  |  |  |  |
|                               | Pietro Silvestro Giurickovic ✔️ Eletto | Progressisti                 | 48 295  | 30,91 |  |  |  |  |  |
|                               | Gianfranco Spiriti                     | Patto per l'Italia           | 13 905  | 8,90  |  |  |  |  |  |
|                               | Pier Gianni Prosperini                 | Alleanza Nazionale           | 12 779  | 8,18  |  |  |  |  |  |
|                               | Franca Letizia Angiolillo              | Lista Pannella-Riformatori   | 7 315   | 4,68  |  |  |  |  |  |
|                               | Enrico Brambilla                       | Lega Alpina Lumbarda         | 4 348   | 2,78  |  |  |  |  |  |
|                               | Maria Natalina Baronchelli             | Partito Pensionati           | 3 107   | 1,99  |  |  |  |  |  |
|                               | Massimo Capuzzo                        | Lega di Angela Bossi         | 1 508   | 0,97  |  |  |  |  |  |
|                               | Bruno Scandolo                         | Partito della Legge Naturale | 671     | 0,43  |  |  |  |  |  |
| Totale                        | Totale                                 | Totale                       | 156 226 | 100   |  |  |  |  |  |
|                               |                                        |                              |         |       |  |  |  |  |  |
| Voti non validi               | Voti non validi                        | Voti non validi              | 6 322   | 3,89  |  |  |  |  |  |
| Votanti                       | Votanti                                | Votanti                      | 162 548 | 89,82 |  |  |  |  |  |
| Elettori                      | Elettori                               | Elettori                     | 180 977 |       |  |  |  |  |  |
|                               |                                        |                              |         |       |  |  |  |  |  |
| Data: 27-28 marzo 1994        |                                        |                              |         |       |  |  |  |  |  |
| Fonte: Ministero dell'interno |                                        |                              |         |       |  |  |  |  |  |

### XIII legislatura
|                               | Leopoldo Elia ✔️ Eletto | L'Ulivo                                  | 64 304  | 43,58 |  |  |  |  |  |
|                               | Lorenzo Strik Lievers   | Lista Pannella-Sgarbi                    | 34 149  | 23,14 |  |  |  |  |  |
|                               | Maurilio Frigerio       | Lega Nord                                | 24 216  | 16,41 |  |  |  |  |  |
|                               | Nicola Flocco           | Federazione Liste Civiche                | 11 353  | 7,69  |  |  |  |  |  |
|                               | Adino Fasolin           | Movimento Sociale Fiamma Tricolore       | 8 600   | 5,83  |  |  |  |  |  |
|                               | Giorgio Garzoli         | Lega per l'Autonomia - Alleanza Lombarda | 2 929   | 1,98  |  |  |  |  |  |
|                               | Raffaela Longo          | Socialista                               | 2 014   | 1,36  |  |  |  |  |  |
| Totale                        | Totale                  | Totale                                   | 147 565 | 100   |  |  |  |  |  |
|                               |                         |                                          |         |       |  |  |  |  |  |
| Voti non validi               | Voti non validi         | Voti non validi                          | 10 040  | 6,37  |  |  |  |  |  |
| Votanti                       | Votanti                 | Votanti                                  | 157 605 | 86,51 |  |  |  |  |  |
| Elettori                      | Elettori                | Elettori                                 | 182 188 |       |  |  |  |  |  |
|                               |                         |                                          |         |       |  |  |  |  |  |
| Data: 21 aprile 1996          |                         |                                          |         |       |  |  |  |  |  |
| Fonte: Ministero dell'interno |                         |                                          |         |       |  |  |  |  |  |

### XIV legislatura
|                               | Sergio Travaglia ✔️ Eletto      | Casa delle Libertà                       | 62 881  | 44,02 |  |  |  |  |  |
|                               | Gianfranco Pagliarulo ✔️ Eletto | L'Ulivo                                  | 51 248  | 35,87 |  |  |  |  |  |
|                               | Luigi Malabarba ✔️ Eletto       | Partito della Rifondazione Comunista     | 9 671   | 6,77  |  |  |  |  |  |
|                               | Angelo Secchi                   | Lista Di Pietro                          | 5 478   | 3,83  |  |  |  |  |  |
|                               | Emiliano Silvestri Cecinelli    | Lista Pannella-Bonino                    | 3 988   | 2,79  |  |  |  |  |  |
|                               | Luciano Franco Domenico Conconi | Lega per l'Autonomia - Alleanza Lombarda | 3 471   | 2,43  |  |  |  |  |  |
|                               | Gianluigi Sergio Giussani       | Fiamma Tricolore                         | 1 812   | 1,27  |  |  |  |  |  |
|                               | Bonaria Aresu                   | Partito Pensionati                       | 1 555   | 1,09  |  |  |  |  |  |
|                               | Attilio Maria Bigatello         | Democrazia Europea                       | 984     | 0,69  |  |  |  |  |  |
|                               | Giuseppe Leopoldo Frattini      | Va' Pensiero Padania                     | 896     | 0,63  |  |  |  |  |  |
|                               | Rocco Apicella                  | Forza Nuova                              | 440     | 0,31  |  |  |  |  |  |
|                               | Maggiorino Cecchetto            | Partito Liberal-Popolare                 | 220     | 0,15  |  |  |  |  |  |
|                               | Remo Pizzardi                   | I Liberaldemocratici - Basta!            | 209     | 0,15  |  |  |  |  |  |
| Totale                        | Totale                          | Totale                                   | 142 853 | 100   |  |  |  |  |  |
|                               |                                 |                                          |         |       |  |  |  |  |  |
| Voti non validi               | Voti non validi                 | Voti non validi                          | 7 484   | 4,98  |  |  |  |  |  |
| Votanti                       | Votanti                         | Votanti                                  | 150 337 | 83,16 |  |  |  |  |  |
| Elettori                      | Elettori                        | Elettori                                 | 180 777 |       |  |  |  |  |  |
|                               |                                 |                                          |         |       |  |  |  |  |  |
| Data: 13 maggio 2001          |                                 |                                          |         |       |  |  |  |  |  |
| Fonte: Ministero dell'interno |                                 |                                          |         |       |  |  |  |  |  |